# Mario Mocenni
Mario Mocenni (Montefiascone, 22 de enero de 1823 – Roma, 14 de noviembre de 1904) fue un cardenal italiano.

## Biografía
Nació en Montefiascone el 22 de enero de 1823.
Después de haber desarrollado una larga carrera diplomática en Sudamérica como nuncio apostólico, el Papa León XIII, el 18 de octubre de 1882, lo nombró Suplente para Asuntos Generales en la Secretería de Estado; él mismo lo elevó después, en el consistorio del 16 de enero de 1893, al rango de cardenal presbítero de San Bartolomé en la Isla.
El 18 de mayo de 1894 se vuelve, hasta su muerte, cardenal obispo de la sede de Sabina.
Murió el 14 de noviembre de 1904 a la edad de 81 años. Después de estar en la iglesia de Santa María en Traspontina, fue sepultado en la capilla de la Sagrada Congregación de la Propaganda Fide, en el Cementerio comunal monumental Campo Verano.